# Camarles
Camarles är en kommun i Spanien.   Den ligger i provinsen Província de Tarragona och regionen Katalonien, i den östra delen av landet, 400 km öster om huvudstaden Madrid. Antalet invånare är 3 609. Arean är 25,2 kvadratkilometer. Camarles gränsar till Tortosa, Deltebre, L'Ampolla och L'Aldea. 
Terrängen i Camarles är lite kuperad.